# Entain
Entain plc. (früher GVC Holdings) ist ein Unternehmen, das seinen Sitz in Douglas (Isle of Man) hat. Es ist einer der führenden europäischen Anbieter von Sportwetten und Glücksspielen (Casino, Poker und Bingo) im Internet und in Wettshops. Es besitzt Marken wie bwin, Coral, Ladbrokes, PartyPoker, Neds International und Sportingbet.
In den USA betreibt die Gruppe BetMGM, ein Joint Venture mit MGM Resorts International.
Der Umsatz verteilte sich im Jahr 2021 geographisch wie folgt: Vereinigtes Königreich (45,8 %), Italien (10,2 %), Europa (25,2 %), Australien (12 %) und andere (6,8 %).
Das Unternehmen ist an der Londoner Börse gelistet und Teil des FTSE 100 Index.

## Geschichte
Das Unternehmen wurde 2004 in Luxemburg als Gaming VC Holdings gegründet. Im gleichen Jahr wurde CasinoClub übernommen. 2007 wurde eine maltesische Lizenz für Sportwetten erteilt. 2009 geschah die Übernahme von Betboo, einem auf Brasilien fokussierten Bingo-/Sportwettenanbieter. 2010 wurde das Domizil von Luxemburg auf die Isle of Man zur Verbesserung der Dividendenrendite nach Steuern für die Aktionäre verlegt. 2011 startete Betboo außerhalb Lateinamerikas. Im gleichen Jahr wurden die Rechte zur Erbringung von Back-Office-Dienstleistungen für die East Pioneer Corporation BV erworben, die Superbahis, einen Sportwettenanbieter der Marke Sportingbet, erworben hatte. Im Jahr 2013 wurde die Übernahme von Sportingbet (ex Australien) abgeschlossen.
Zum 1. Februar 2016 wurde bwin.party digital entertainment plc. Übernommen. GVC wird am 19. September 2016 Mitglied des Aktienindexes FTSE 250. Im Jahr 2017 wird Innopark Pte. Übernommen. Am 16. März 2018 wurde die Übernahme eines Anteils von 51 % an Crystalbet bekannt gegeben, einer lizenzierten Sportwettenmarke mit Sitz in der Republik Georgien. Am 28. März 2018 wurde die Übernahme von Ladbrokes Coral Group plc. abgeschlossen. Damit ist GVC eines der größten börsennotierten Online-Gaming-Unternehmen der Welt geworden.
Im Juli 2018 gab GVC bekannt, dass BetMGM gegründet wurde, ein 50/50-Joint Venture mit MGM Resorts International, um auf dem liberalisierten US-amerikanischen Online-Gaming-Markt Fuß zu fassen. Am 22. November 2018 wurde Neds International, ein australisches digitales Sportwettenunternehmen, übernommen.
Am 8. Oktober 2020 gab GVC die Übernahme der portugiesischen Bet.pt bekannt. Am 9. Dezember 2020 wurde GVC Holdings in Entain plc. umbenannt. Am 30. März 2021 schloss Entain die Übernahme von Enlabs AB ab, die in den baltischen Märkten tätig ist.